# Донецький апеляційний суд
Донецький апеляційний суд — загальний суд апеляційної (другої) інстанції, розташований у містах Бахмуті та Маріуполі, юрисдикція якого поширюється на контрольовану Україною частиною Донецької області.
Маріупольська частина суду існує з 2002 року; артемівська (бахмутська) — з 2006 року.
Суд з сучасною назвою утворений 25 червня 2018 року на виконання Указу Президента «Про ліквідацію апеляційних судів та утворення апеляційних судів в апеляційних округах» від 29 грудня 2017 року, згідно з яким мають бути ліквідовані апеляційні суди та утворені нові суди в апеляційних округах.
Місцерозташуванням суду згідно Указу Президента є Бахмут, Донецьк і Маріуполь.
Апеляційний суд Донецької області здійснював правосуддя до початку роботи нового суду, що відбулося 3 жовтня 2018 року.
Указ Президента про переведення суддів до нового суду ухвалений 28 вересня 2018 року.

## Структура
Структура суду передбачає посади голови суду, його заступника, керівника апарату, його заступника, суддів, їх помічників, секретарів, судових розпорядників, інші відділи та сектори.
Суддівський корпус формує судові палати: у цивільних справах та кримінальних справах. З числа суддів, що входять до палати, обирається її секретар.

## Керівництво
Голова суду — Лісовий Олександр Олександрович
 Заступник голови суду — Гапонов Андрій В'ячеславович (м. Бахмут)
 Заступник голови суду — Гєрцик Ростислав Валерійович (м. Маріуполь)
 Керівник апарату — Місько Наталя Олександрівна.